# Xuân Canh
Xuân Canh là một xã thuộc huyện Đông Anh, thành phố Hà Nội, Việt Nam.

## Địa lý
Xã Xuân Canh nằm ở phía nam huyện Đông Anh gần với ngã ba sông Hồng và sông Đuống, có vị trí địa lý:
- Phía đông giáp xã Đông Hội
- Phía tây giáp xã Tàm Xá
- Phía nam giáp quận Long Biên
- Phía bắc giáp xã Cổ Loa và xã Vĩnh Ngọc.

Xã Xuân Canh có diện tích đất tự nhiên 6,30 km² và dân số năm 2022 là 15.246 người, mật độ dân số đạt 2.420 người/km².

## Hành chính
Xã Xuân Canh được chia thành 6 thôn: Vạn Lộc, Văn Tịnh, Văn Thượng, Lực Canh, Xuân Canh, Xuân Trạch. 

## Lịch sử
Đầu thế kỷ XIX, địa bàn xã Xuân Canh hiện nay thuộc tổng Xuân Canh, huyện Đông Ngàn, phủ Từ Sơn, trấn Kinh Bắc. Lúc bấy giờ, tổng Xuân Canh gồm 4 xã: Xuân Canh, Lực Canh, Mạch Tràng và Xuân Trạch.
Tháng 4 năm 1946, hợp nhất 3 xã: Xuân Canh, Lực Canh, Xuân Trạch thành xã Đạt Tam và xã Mạch Tràng sáp nhập vào xã Uy Sơn.
Ngày 17 tháng 6 năm 1949,Ủy ban kháng chiến hành chính liên khu I ban hành Quyết định số 361/PC/2 về việc hợp nhất 2 xã: Đạt Tam, Thục Vương và một phần xã Uy Sơn thành xã Hồng Lạc.
Ngày 10 tháng 11 năm 1949, Ủy ban kháng chiến hành chính liên khu I, ban hành Quyết định số 968/PC/2 về việc đổi tên xã Hồng Lạc thành xã Độc Lập thuộc huyện Đông Anh, 
tỉnh Phúc Yên.
Giữa năm 1956, chia xã Độc Lập thành xã Vạn Thắng và xã Quyết Tâm. 
Ngày 20 tháng 4 năm 1961, Quốc hội ban hành Nghị quyết về việc sáp nhập xã Vạn Thắng vào thành phố Hà Nội quản lý.
Ngày 31 tháng 5 năm 1961, Hội đồng Chính phủ ban hành 78-CP về việc xã Vạn Thắng thuộc huyện Đông Anh, thành phố Hà Nội quản lý.
Năm 1965, đổi tên xã Vạn Thắng thành xã Xuân Canh.